# Погоро
Погоро (също Поголо) са етническа и лингвистична група в южно-централна Танзания. През 1987 популацията на Погоро е 185 000 души.  Обитава районите Иринга и Морогоро. 